# Milford (Utah)
Milford é uma cidade localizada no estado norte-americano de Utah, no Condado de Beaver.

## Demografia
Segundo o censo norte-americano de 2000, a sua população era de 1451 habitantes.
Em 2006, foi estimada uma população de 1441, um decréscimo de 10 (-0.7%).

## Geografia
De acordo com o United States Census Bureau tem uma área de
5,0 km², dos quais 5,0 km² cobertos por terra e 0,0 km² cobertos por água.

## Localidades na vizinhança
O diagrama seguinte representa as localidades num raio de 64 km ao redor de Milford.